# Clostera superior
Clostera superior är en fjärilsart som beskrevs av Rangnow. 1935. Clostera superior ingår i släktet Clostera och familjen tandspinnare. Inga underarter finns listade i Catalogue of Life.